# Alma Langenbach
Julie Dorothea Alma Langenbach (* 9. April 1893; † 14. Dezember 1970 in Lünen) war eine deutsche Lehrerin und Heimatforscherin, die sich mit westfälischen Papiermühlen und deren Wasserzeichen befasste.

## Leben
Alma Langenbach entdeckte bei familienkundlichen Forschungen, dass einer ihrer Vorfahren die älteste westfälische Papiermühle gegründet hatte. In ihrer 1937 an der Universität Münster abgeschlossenen Dissertation befasste sie sich mit den westfälischen Papiermühlen und ihren Wasserzeichen.  1941 wurde sie Studienrätin an der Mädchenoberschule in Lünen und 1950 stellvertretende Schulleiterin des Geschwister-Scholl-Gymnasiums.

## Wasserzeichensammlung
Ihre etwa 2000 Exemplare umfassende Wasserzeichensammlung ging während der Evakuierung ihres Mädchengymnasiums nach Cammin in Pommern 1943–1945 infolge der Kriegsereignisse zugrunde. Dabei gingen auch die ältesten Wasserzeichenbelege der Westiger Papiermühle verloren.

## Werke
- Die Papiermühle des Hauses zu Witten. Verein für Orts- und Heimatkunde in der Grafschaft Mark zu Witten, Witten 1936.
- Beziehungen der westfälischen Papiermacherei zu den Niederlanden. In: Gutenberg-Jahrbuch 14 (1939), S. 47–51.
- Das Wasserzeichen als Objekt der volkskundlichen Forschung.  In: Gutenberg-Jahrbuch  26 (1951), S.  22–29.
- Die „Rosenpapiermühle“ zu Westig. Neues über eine alte Papiermühle. In: Papiergeschichte 8 (1958), Nr. 4, S. 53–60.

## Ehrungen
- Straßenbenennung in Dr.-Alma-Langenbach-Straße im Ortsteil Alstedde der Stadt Lünen
- 1964: Verleihung des Bundesverdienstkreuzes am Bande